# المعبور (مدينة حجة)

تعديل مصدري - تعديل

المعبور هي إحدى قرى عزلة عبس بمديرية مدينة حجة التابعة لمحافظة حجة، بلغ تعداد سكانها 188 نسمة حسب تعداد اليمن لعام 2004.